# Elena Gurova
Pour les articles homonymes, voir Gurova.
Elena Gurova, née le 30 décembre 1972 à Moscou, est une gymnaste artistique soviétique.

## Palmarès

### Championnats du monde
- Rotterdam 1987
  -  médaille d'argent au concours par équipes